# Mosaikschwanzratten
Die Mosaikschwanzratten (Melomys) sind eine Nagetiergattung aus der Gruppe der Altweltmäuse (Murinae). Die Gattung umfasst 23 Arten.
Der wissenschaftliche Name ist aus der geografischen Bezeichnung Melanesien und dem griechischen Wort mys (Maus) gebildet.

## Merkmale
Mosaikschwanzratten erreichen eine Kopfrumpflänge von 9 bis 18 Zentimetern, hinzu kommt ein 11 bis 20 Zentimeter langer Schwanz. Ihr Gewicht variiert zwischen 30 und 200 Gramm. Ihr Fell ist weich und wollig, es ist an der Oberseite meist braun oder rötlichbraun gefärbt, die Unterseite ist weiß oder beige. Namensgebendes Merkmal ist der unbehaarte Schwanz, dessen Schuppen die Form eines Mosaiks aufweisen. Diese Mosaikform unterscheidet sich deutlich von den geringten Schuppen, die etwa die Ratten haben.

## Verbreitung und Lebensweise
Mosaikschwanzratten sind vom östlichen Indonesien über Neuguinea bis nach Australien verbreitet. Lebensraum der meisten Arten sind Wälder, es gibt jedoch auch einige in Grasländern lebende Tiere. Sie sind vorwiegend Bodenbewohner, können aber gut klettern. Manchmal errichten sie ihre Nester in den Ästen, häufiger jedoch im Wurzelwerk oder in hohlen Baumstämmen. Dorthin ziehen sie sich tagsüber zurück, sie sind nachtaktiv. Die Nahrung dieser Tiere besteht aus Früchten, Beeren und anderem Pflanzenmaterial.

## Gefährdung
Die hohe Zahl von Inselendemiten sorgt für eine hohe Anzahl gefährdeter Arten. Etliche Arten werden von der IUCN als vom Aussterben bedroht (critically endangered), stark gefährdet (endangered) oder gefährdet (vulnerable) geführt. Für einige weitere Arten fehlen genaue Daten. Nur 9 der 23 Arten sind laut IUCN nicht gefährdet – Details siehe nachfolgende Liste.

## Die Arten
Es sind 23 Arten bekannt (nach Wilson & Reeder, 2005):
- Melomys aerosus lebt auf Seram und gilt als stark gefährdet.
- Melomys arcium ist auf Rossel, einer Insel vor der Südostküste Neuguineas, endemisch. Ihr Gefährdungsgrad ist unbekannt.
- Melomys bannisteri kommt auf den Kei-Inseln vor und ist ebenfalls stark gefährdet.
- Melomys bougainville bewohnt die Insel Bougainville. Ihr Gefährdungsgrad ist unbekannt.
- Die Grasland-Melomys (Melomys burtoni) lebt in Grasländern im nördlichen und östlichen Australien sowie in Süd-Neuguinea.
- Melomys capensis ist an der Spitze der australischen Kap-York-Halbinsel beheimatet.
- Melomys caurinus bewohnt die Talaudinseln und gilt als stark gefährdet.
- Die Kitzfüßige Mosaikschwanzratte Melomys cervinipes lebt im östlichen Australien.
- Melomys cooperae ist auf Yamdena endemisch, ihr Gefährdungsgrad ist unbekannt.
- Melomys dollmani bewohnt das östliche Neuguinea.
- Melomys fraterculus kommt nur auf Seram vor. Die Art ist vom Aussterben bedroht.
- Melomys frigicola lebt in Gebirgsländern im westlichen Neuguinea.
- Melomys fulgens war ursprünglich nur von zwei Exemplaren bekannt, die 1920 auf Seram gefunden wurden. Neue Nachweise aus den Jahren 1993 und 1994 sowie im Jahr 2017 belegen, dass die Art noch existiert.
- Melomys howi ist auf Riama, einer der Tanimbarinseln, endemisch. Ihr Gefährdungsgrad ist unbekannt.
- Melomys leucogaster kommt auf Neuguinea vor.
- Melomys lutillus bewohnt Grasländer auf Neuguinea.
- Melomys matambuai ist auf der Insel Manus endemisch und ist stark gefährdet.
- Melomys obiensis bewohnt die Obi-Inseln.
- Melomys paveli ist nur von einer Stelle auf Seram bekannt. Ihr Gefährdungsgrad ist unklar.
- Bramble-Cay-Mosaikschwanzratte (Melomys rubicola) war auf Bramble Cay, einer der Torres-Strait-Inseln, endemisch. Die Art ist wahrscheinlich ausgestorben.
- Melomys rufescens lebt in ganz Neuguinea.
- Die Buka-Mosaikschwanzratte (Melomys spechti) bewohnte die Insel Buka. Die Art ist ausgestorben.
- Melomys talaudium kommt auf zwei der Talaud-Inseln vor und gilt als stark gefährdet.

Einige weitere Arten, die früher in dieser Gattung gelistet wurden, werden heute in den Gattungen Mammelomys, Paramelomys und Protochromys klassifiziert.
Systematisch wird die Gattung innerhalb der Altweltmäuse in die Uromys-Gruppe eingeordnet.